# Municipio de Watson (condado de Lycoming)
El municipio de Watson  (en inglés: Watson Township) es un municipio ubicado en el condado de Lycoming en el estado estadounidense de Pensilvania. En el año 2000 tenía una población de 550 habitantes y una densidad poblacional de 9.2 personas por km².

## Geografía
El municipio de Watson se encuentra ubicado en las coordenadas 41°14′53″N 77°19′21″O / 41.24806, -77.32250.

## Demografía
Según la Oficina del Censo en 2000 los ingresos medios por hogar en la localidad eran de $40,250 y los ingresos medios por familia eran $45,526. Los hombres tenían unos ingresos medios de $33,558 frente a los $21,607 para las mujeres. La renta per cápita para la localidad era de $19,406. Alrededor del 10,5% de la población estaban por debajo del umbral de pobreza.